# 中尾雄
中尾 雄（なかお ゆう、1856年10月10日〈安政3年9月12日〉 - 1926年〈大正15年〉12月10日）は、日本の海軍軍人。最終階級は海軍中将。位階および勲等、軍功は、正四位勲二等功三級。

## 生涯
広島藩士の三戸久次の二男として安政3年9月12日、安芸国佐伯郡己斐村（現在の広島県広島市己斐）に生まれる。幼名は亀吉。幼少時より同村の名主で学者の土井百穀（善右衛門）の私塾「文修堂」で学び、幕末の風雲を告げるや大志を抱き各地に遊学する。寄宿先にて出会った同藩士の中尾雄九郎にその才を見込まれ、親子同然の関係となり、中尾姓を名乗ることとなった。
明治4年（1871年）8月、海軍兵学寮に入り（海兵五期）、西南戦争には軍艦「筑波」乗組として九州に回航し、陸軍の応援を行った。1878年（明治11年）1月、オーストラリア回航から帰朝後、海軍少尉補に任ぜられ1881年（明治14年）1月、海軍少尉に進んだ。
軍艦「乾行」「摂津」「肇敏」乗組を経験した後、1883年（明治16年）11月、海軍中尉となる。「筑波」分隊長兼海軍兵学校生徒教授として1886年（明治19年）2月より再びオーストラリアに回航し、帰朝後、海軍大尉に進む。
兵学校勤務を経て1887年（明治20年）より横須賀、呉の両鎮守府司令長官伝令吏を歴任後、呉鎮守府参謀に転じ1891年（明治24年）年9月より「千代田」分隊長、同年12月「海門」副長、1892年（明治25年）10月より海軍参謀本部（翌年、海軍軍令部に改称）に勤務し、1893年（明治26年）12月、海軍少佐に進級した。
日清戦争では大本営海軍参謀官として参謀総長の有栖川宮熾仁親王の下作戦に参画し、1895年（明治28年）1月からは軍事視察の為威海衛攻撃などを観戦した。
戦後間もなく海軍中佐となり「平遠」艦長を経て1898年（明治31年）6月、海軍大佐に進んだ。同年11月「高千穂」艦長、1899年（明治32年）3月台湾総督府海軍参謀、1900年（明治33年）5月「千歳」艦長1901年（明治34年）3月「浅間」艦長、1903年（明治36年）1月「三笠」艦長のように要職を歴任した。
佐世保水雷団長を経て1903年10月「初瀬」艦長に就任し翌年の日露戦争に出征、旅順口攻撃、旅順閉塞作戦に参加し、1904年（明治37年）5月15日触雷によって「初瀬」は沈没したが、無事生還した。その翌月、横須賀鎮守府参謀長を命ぜられ海軍少将に昇任し終戦を迎える。
12月には第二艦隊司令官、1906年（明治39年）11月佐世保港務部長兼予備艦隊部長、1908年（明治41年）8月水路部長に転じた。1910年（明治43年）12月、海軍中将に昇り、1911年（明治44年）12月待命となり1912年（大正元年）12月予備役に編入された。
大正15年12月10日卒去。享年70。墓所は青山霊園。

## 栄典
位階
- 1912年（大正元年）12月28日 - 正四位[2]

勲章
- 1901年（明治34年）11月20日 - 勲三等瑞宝章[3]